# 오이에 소동
오이에 소동(일본어: お家騒動/御家騒動 おいえそうどう[*])은 에도 시대의 다이묘가에서 일어난 내분이다. 현대에는 비유적으로 기업 (동족 경영회사에서 많다)이나, 가족이라는 조직에 있어서의 내부 항쟁을 오이에 소동에 빗대어 부르는 경우가 있다.

## 개요
에도 시대의 다이묘가에서는, 번주나 그 일족, 가로 등 한 단체의 영수가 될 수 있는 입장의 인간이 파벌을 만들어 내분을 벌인 예가 많이 있었다. 그러한 사상이 각색되어 가부키나 교겐의 오이에모노라고 불리는 양식의 소재가 되어 전해지거나, 코단을 통해 퍼짐으로써, 오이에 소동으로서 에도 서민들에게 알려지게 된다. 그 때문에 연목으로 삼기가 꺼려졌던 쇼군가나, 내분 규모가 작은 하타모토나 상가, 농가에서의 분쟁은 오이에 소동으로 인지되지 않았다.
항쟁의 원인으로 가장 많은 것은 가신 간 갈등이다. 고참이라고도 할 후다이 가신과 신참의 가신이나 출두인과의 대립, 당주의 계승에 있어서 직책 교체에 따른 알력, 번정개혁에 따른 수구파와 개혁파의 대립, 막부 말기에 있어서 신념의 대립 등, 가신간의 주도권이나 번정의 방향을 둘러싸고 온갖 파벌항쟁의 동기가 있었다.
또한, 번주와 가신단의 알력을 요인으로 오이에 소동을 일으킨 사례도 있었다. 유력 가신을 배제함으로써, 자신의 권력을 강화하려는 번주가 있는가 하면, 가신에게 불이익을 주거나, 무능한 주군을 은거나 오시코메 등의 수단으로 폐립하려는 가신도 존재했다. 또한 다툼으로 다이묘가를 출분한 가신들이 오이에 소동의 발단을 만든 예도 있다.
그 외에서는 가독 상속이나 양자를 들인 것이 사유인 항쟁도 발생했다. 카가 소동, 쿠로다 소동, 다테 소동의 "3대 오이에 소동" 등에서는 이러한 원인이 여러가지 복합되어 있었다.
이러한 내분은 다이묘가 내에서 해결하는 것이 원칙이었으나, 문제를 막부나 본가, 친족 다이묘에게 호소함으로써 중개나 재정을 부탁한 당사자도 있었다. 특히 에도 시대 초기의 소동에서는, 요구에 응한 막부가 심리를 바탕으로 다이묘가에 개입하여 개역이나 감봉, 전봉 등의 조치를 내렸다. 그러나, 에도 중기의 도쿠가와 이에노부의 치세를 거치면서 막부는 정책을 다시 관여를 점차 줄여, 19세기 초 센고쿠 소동을 마지막으로, 오이에 소동에 개입하지 않았다.

## 연구사
전후에 실증주의적 역사학이 흥하기 전까지는, 권선징악적 윤리관이나 사관으로부터 "충신"이나 "간신"이라고 하는 유교적 평가에 의한 평론으로 시종하고 있었지만, 전후 실증연구에서는 1965년 (쇼와 40년)에 키타지마 마사모토가 『御家騒動』를 간행하여, 종래의 실록・코단류의 문예작품에 의한 허구를 폐하고, 막번체제론의 시점에서 개별적인 오이에 소동을 검토하였다.
키타지마 이후에도 오이에 소동 연구는, 1차 자료에 의거, 권선징악사관을 벗어난 시점에 의한 방법론이 기본되어, 요시나가 아키라는 개별 오이에 소동에 관한 파악을 실시하고, 카사야 카즈히코는 1988년 (쇼와 63년)에 슈쿤오시코메론을 제창했다. 후쿠다 치즈루는 오이에 소동에 대한 체계적인 연구를 하고 있다.
오이에 소동의 분석은 중세부터 근세에 걸친 집안 의식 (중세 무사단에서 근세 가신단)의 변화를 모색하는 데도 주목받고 있으며, 막번체제론에 있어서 오이에 소동의 위치 설정도 종래 막부에 의한 여러 다이묘가를 무너뜨리는 정책이었다는 견해에도 의문이 제기되고 있다.
또, 주종 관계나 성욕 (남색)・명예 (고집) 등 무가의 심성에 관한 검토도 활발해져, 오이에 소동은 일본 사회에 있어서 조직이나 행동 원리의 기원에서 찾을 수 있는 테마로서도 주목받고 있다. 종래에는 방법론으로서 배제되어 온 실록・코단류의 문예작품도 근세에서의 위령・진혼의식이나 정치적 이용, 허구의 성립 경위나 역사적 역할을 검토하기 시작했다.

## 주요 오이에 소동
- 1603년 (게이초 8년) : 요코타 소동 (나카무라씨 - 요나고번)
- 1603년 (게이초 8년) : 카와이 사건 (사타케씨 - 쿠보타번)
- 1608년 (게이초 13년) : 츠츠이 소동 (츠츠이씨 - 이가 우에노번)
- 1610년 (게이초 15년) : 에치고 후쿠시마 소동 (호리씨 - 타카다번)
- 1612년 (게이초 17년) : 에치젠 소동 (에치젠 마츠다이라씨 - 후쿠이번)
- 1617년 (겐나 3년) : 모가미 소동 (모가미씨 - 야마가타번)
- 1618년 (겐나 4년) : 우시카타 우마카타 소동 (카토씨 - 쿠마모토번)
- 1620년 (겐나 6년) : 와레이 소동 (얀베 세이베이 사건, 다테씨 - 우와지마번)
- 1626년 (간에이 3년) : 야나가와 잇켄 (소씨 - 츠시마번)
- 1630년 (간에이 7년) : 간에이 가모 소동 (가모씨 - 이요 마츠야마번)
- 1633년 (간에이 10년) : 쿠로다 소동 (쿠리야마 다이젠 사건. 쿠로다씨 - 후쿠오카번)
- 1633년 (간에이 10년) : 카이후 소동 (마스다 분고 사건, 하치스카씨 - 토쿠시마번)
- 1634년 (간에이 11년) : 후나바시 소동 (츠가루씨 - 히로사키번)
- 1635년 (간에이 12년) : 츠와노 소동 (시오다이 소동, 카메이씨 - 츠와노번)
- 1639년 (간에이 16년) : 아이즈 소동 (카토씨 - 아이즈번)
- 1640년 (간에이 17년) : 이코마 소동 (이코마씨 - 타카마츠번)
- 1640년 (간에이 17년) : 이케다 소동 (이케다씨 - 야마사키번)
- 1640년 (간에이 17년) : 오시모의 난 (사가라씨 - 히토요시번)
- 1646년 (쇼호 3년) : 사카이 나가토노카미 잇켄 (사카이씨 - 쇼나이번)
- 1648년 (게이안 원년) : 탄바 후쿠치야마 소동 (이나바 소동, 이나바씨 - 후쿠치야마번)
- 1648년 (게이안 원년) : 요시다 소동 (요시다씨 - 하마다번)
- 1648년 (게이안 원년) : 키츠레가와 소동 (키츠레가와씨 - 키츠레가와번)
- 1660년 (만지 3년) : 다테 소동 (츠나무네 은거 사건, 다테씨 - 센다이번)
- 1665년 (간분 5년) : 다테 소동 (간분 사건, 다테씨 - 센다이번)
- 1679년 (엔포 7년) : 에치고 소동 (타카다 소동, 마츠다이라씨 - 타카다번)
- 1680년 (엔포 8년) : 코쇼 소동 (나이토씨 - 이와키타이라번)
- 1687년 (조쿄 4년) : 카라스야마 소동 (나스씨 - 카라스야마번)
- 1697년 (겐로쿠 10년) : 다테 소동 (츠나무라 은거 사건, 다테씨 - 센다이번)
- 1710년 (호에이 7년) : 노무라 소동 (히사마츠 마츠다이라씨 - 쿠와나번)
- 1748년 (간엔 원년) : 카가 소동 (마에다씨 - 카가번)
- 1751년 (호레키 원년) : 미즈노 소동 (미즈노씨 - 오카자키번)
- 1751년 (호레키 원년) : 히메지 소동 (사카이씨 - (마에바시번 - ) 히메지번[1])
- 1753년 (호레키 3년) : 안도 소동 (안도씨 - 카노번)
- 1757년 (호레키 7년) : 아키타 소동 (사타케씨 - 쿠보타번)
- 1759년 (호레키 9년) : 죽총사건 (사가라씨 - 히토요시번)
- 1773년 (안에이 2년) : 시치케 소동 (시치케 소장 사건. 우에스기씨 - 요네자와번)
- 1803년 (교와 3년) : 오가사와라 소동 (오가사와라씨 - 코쿠라번, 가부키의 연목 오가사와라 쇼레이노 오쿠노테(小笠原諸礼忠孝)의 실제 일)
- 1808년 (분카 5년) : 킨시로쿠 쿠즈레 (분카 붕당 사건 / 치치부 쿠즈레, 시마즈씨 - 사츠마번)
- 1811년 (분카 8년) : 시로쿠로 소동 (오가사와라씨 - 코쿠라번)
- 1814년 (분카 11년) : 하치야나기 소동 (토자와씨 - 신죠번)
- 1824년 (분세이 7년) : 센고쿠 소동 (센고쿠씨 - 이즈시번)
- 1849년 (가에이 2년) : 오유라 소동 (가에이 붕당 사건 / 타카사키 쿠즈레, 시마즈씨 - 사츠마번)
- 1863년 (분큐 3년) : 토치킨노우토의 옥 (야마우치씨 - 토사번)
- 1865년 (겐지 원년) : 코우잔지 거병 (겐지의 내란, 모리씨 - 쵸슈번)
- 1865년 (게이오 원년) : 을축의 옥 (쿠로다씨 - 후쿠오카번)
- 1868년 (게이오 4년) : 아오마츠바 사건 (오와리 도쿠가와가 - 오와리번)
- 1870년 (메이지 3년) : 코우고 사변 (이나다 소동, 하치스카씨 - 토쿠시마번)
- 1879년 (메이지 12년) : 소마 사건 (구 나카무라번주, 소마씨)

## 에도 시대 이전의 가독 싸움 및 내분
- 996년 (조토쿠 2년) : 조토쿠의 변 (후지와라씨의 내분)
- 1246년 (간겐 4년) : 미야 소동 (호죠씨 일문의 내분)
- 1272년 (분에이 9년) : 니가츠 소동 (호죠씨의 내분)
- 1305년 (가겐 3년) : 가겐의 난 (호죠씨의 내분)
- 1326년 (쇼추 3년) : 카랴쿠의 소동 (북조 토쿠슈의 가독 싸움)
- 1350년 (쇼헤이 5년/간노 원년) : 간노의 요란 (아시카가씨의 내분)
- 1458년 (조로쿠 2년) : 조로쿠 전투 (에치젠 슈고 시바씨와 슈고다이 카이씨에 의한 주도권 다툼)
- 1465년 (간쇼 6년) : 부에이 소동 (시바씨의 가독 싸움)
- 1470년 (분메이 2년) : 쿄고쿠 소란 (쿄고쿠씨의 가독 싸움. 오닌의 난과 동시기에 발생함)
- 1507년 (에이쇼 4년) : 에이쇼의 착란 (호소카와씨의 가독 싸움)
- 1536년 (덴분 5년) : 하나쿠라의 난 (이마가와씨의 가독 싸움)
- 1541년 (덴분 10년) : 노부토라 추방 사건 (카이 타케다씨에 의한 당주 추방 사건)
- 1542년 (덴분 11년) : 덴분의 난 (다테씨의 내분, 슈쿤오시코메)
- 1550년 (덴분 19년) : 니카이 쿠즈레의 변 (오오토모씨의 가독 싸움)
- 1556년 (고지 2년) : 나가라가와 전투 (사이토씨의 내분)
- 1556년 (고지 2년) : 이노우 전투 (오다씨의 내분)
- 1563년 (에이로쿠 6년) : 칸노지 소동 (롯카쿠씨의 내분)
- 1567년 (에이로쿠 10년) : 요시노부 사건 (카이 타케다씨의 내분)
- 1578년 (덴쇼 6년) : 오타테의 난 (우에스기씨의 가독 싸움)
- 1579년 (덴쇼 7년) : 노부야스 사건 (도쿠가와씨의 내분)
- 1590년 (덴쇼 18년) : 나베시마 소동 (나베시마씨의 주인 가문 류조지씨를 대신한 번주 취임)
- 1595년 (분로쿠 4년) : 히데츠구 사건 (도요토미씨의 내분)
- 1595년 (분로쿠 4년) : 가모 소동 (가모씨의 내분. 어린 주군 가모 히데유키를 둘러싼 중신간의 소란)
- 1599년 (게이초 4년) : 쇼나이의 난 (시마즈씨의 내분, 중신 이쥬인씨를 주살 및 숙청)
- 1599년 (게이초 4년) : 우키타 소동 (우키타씨의 내분)

## 참고문헌
- 『別冊歴史読本 御家騒動読本』 미야자키 미유 편, 신진부츠오우라이샤, 1991년, 446-459 페이지
- 후쿠다 치즈루 『幕藩制的秩序と御家騒動』 아제쿠라 서방, 1999년
- 후쿠다 치즈루 『御家騒動』 츄오공론신사 (츄코신서(中公新書)). 2005년

## 같이 보기
- 슈쿤오시코메(主君押込)
- 이에 제도ㆍ가부장제ㆍ본가ㆍ이에이시키 - 모두 구 민법에서 정한 제도였지만, 철폐된 지 80년 가까이 지났는데도, 가정 내에서는 이들을 질질 끌고 사소한 일에도 오이에 소동으로 발전하는 일이 부지기수히앋. 그래서 텔레폰 인생상담 등 인생상담 프로그램에서 소재가 되는 일도 적지 않다.
- 내분
- 분열 (기업 등)